# Győri Egyetértés Torna Osztály Kézilabda Club
Il Győri Egyetértés Torna Osztály Kézilabda Club, meglio noto come Győri ETO KC o anche Győri Audi ETO KC per ragioni di sponsorizzazione, è una società di pallamano femminile ungherese, con sede a Győr. Milita nella Nemzeti Bajnokság I, massima serie del campionato ungherese, della quale ha vinto 17 edizioni. Ha vinto anche per 15 volte la Coppa d'Ungheria e per 6 volte la EHF Champions League.

## Palmarès

### Competizioni nazionali
- Nemzeti Bajnokság I: 17

1957, 1959, 2004-2005, 2005-2006, 2007-2008, 2008-2009, 2009-2010, 2010-2011, 2011-2012, 2012-2013, 2013-2014, 2015-2016, 2016-2017, 2017-2018, 2018-2019, 2021-22, 2022-23
- Coppa d'Ungheria: 15

2004-2005, 2005-2006, 2006-2007, 2007-2008, 2008-2009, 2009-2010, 2010-2011, 2011-2012, 2012-2013, 2013-2014, 2014-2015, 2015-2016, 2017-2018, 2018-2019, 2020-21
- Supercoppa d'Ungheria: 2

2014, 2015
- Squadra ungherese dell'anno: 3

2014, 2017, 2018

### Competizioni internazionali
- EHF Champions League: 6

2012-2013, 2013-2014, 2016-2017, 2017-2018, 2018-2019, 2023-2024

## Organico

### Rosa 2021-2022
Rosa e numeri come da sito ufficiale
|    | Naz.                     |    | Sportivo             | Anno |  |  |
| -- | ------------------------ | -- | -------------------- | ---- |  |  |
| 1  | Francia (bandiera)       | P  | Laura Glauser        | 1993 |  |  |
| 5  | Svezia (bandiera)        | PV | Linn Blohm           | 1992 |  |  |
| 6  | Ungheria (bandiera)      | A  | Nadine Schatzl       | 1993 |  |  |
| 7  | Norvegia (bandiera)      | PV | Kari Brattset        | 1991 |  |  |
| 8  | Danimarca (bandiera)     | T  | Anne Mette Hansen    | 1994 |  |  |
| 11 | Corea del Sud (bandiera) | T  | Ryu Eun-hee          | 1990 |  |  |
| 12 | Francia (bandiera)       | P  | Amandine Leynaud     | 1986 |  |  |
| 15 | Norvegia (bandiera)      | C  | Stine Bredal Oftedal | 1991 |  |  |
| 16 | Norvegia (bandiera)      | P  | Silje Solberg        | 1990 |  |  |
| 21 | Norvegia (bandiera)      | T  | Veronica Kristiansen | 1990 |  |  |
| 22 | Ungheria (bandiera)      | A  | Viktória Lukács      | 1995 |  |  |
| 23 | Ungheria (bandiera)      | A  | Csenge Fodor         | 1999 |  |  |
| 27 | Francia (bandiera)       | C  | Estelle Nze Minko    | 1991 |  |  |
| 45 | Ungheria (bandiera)      | T  | Noémi Háfra          | 1998 |  |  |
| 48 | Ungheria (bandiera)      | A  | Dorottya Faluvégi    | 1998 |  |  |
| 77 | Romania (bandiera)       | PV | Crina Pintea         | 1990 |  |  |
| 80 | Montenegro (bandiera)    | T  | Jelena Despotović    | 1994 |  |  |